# Halle der Namen

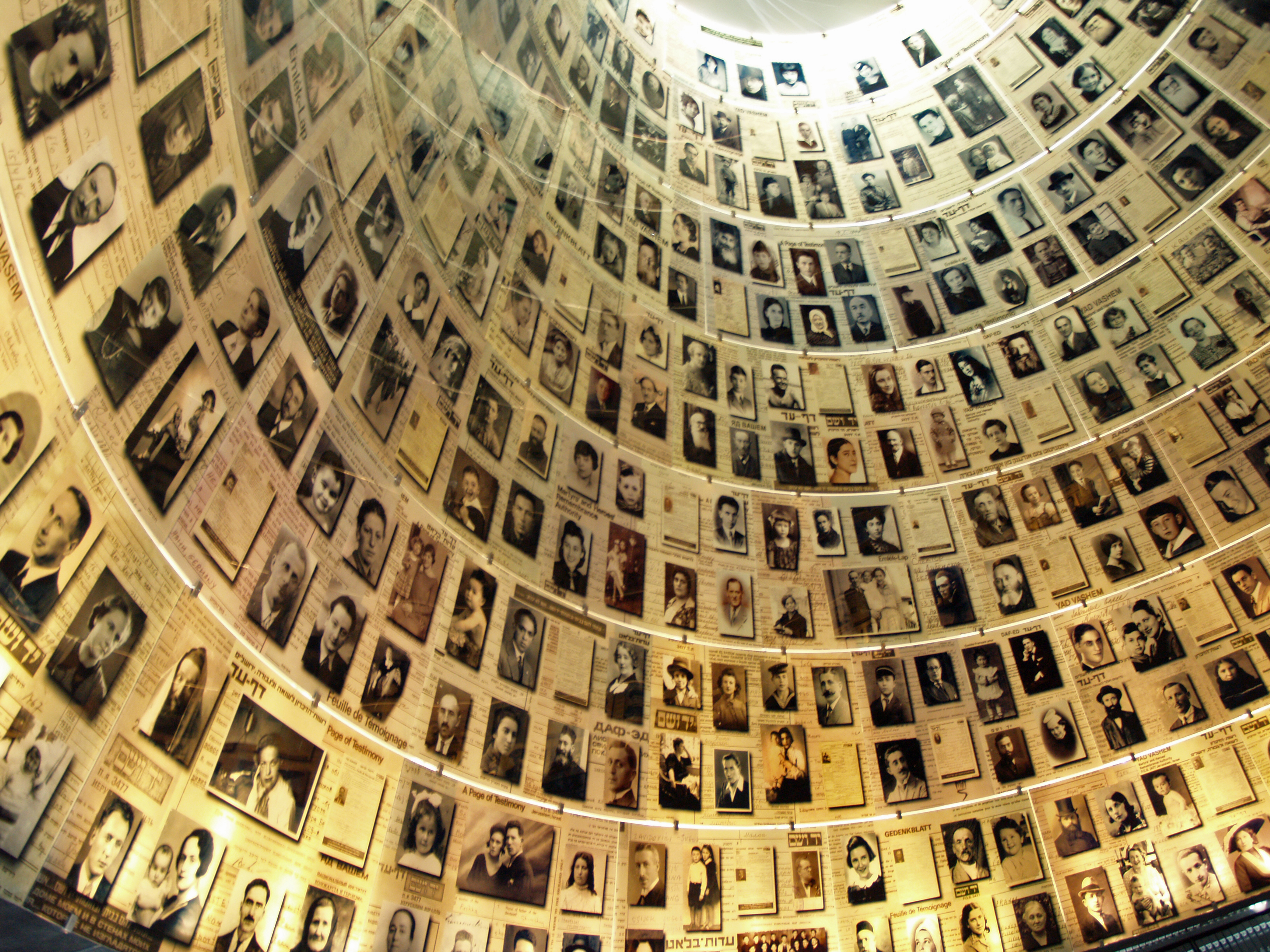
Halle der Namen (Dezember 2007)

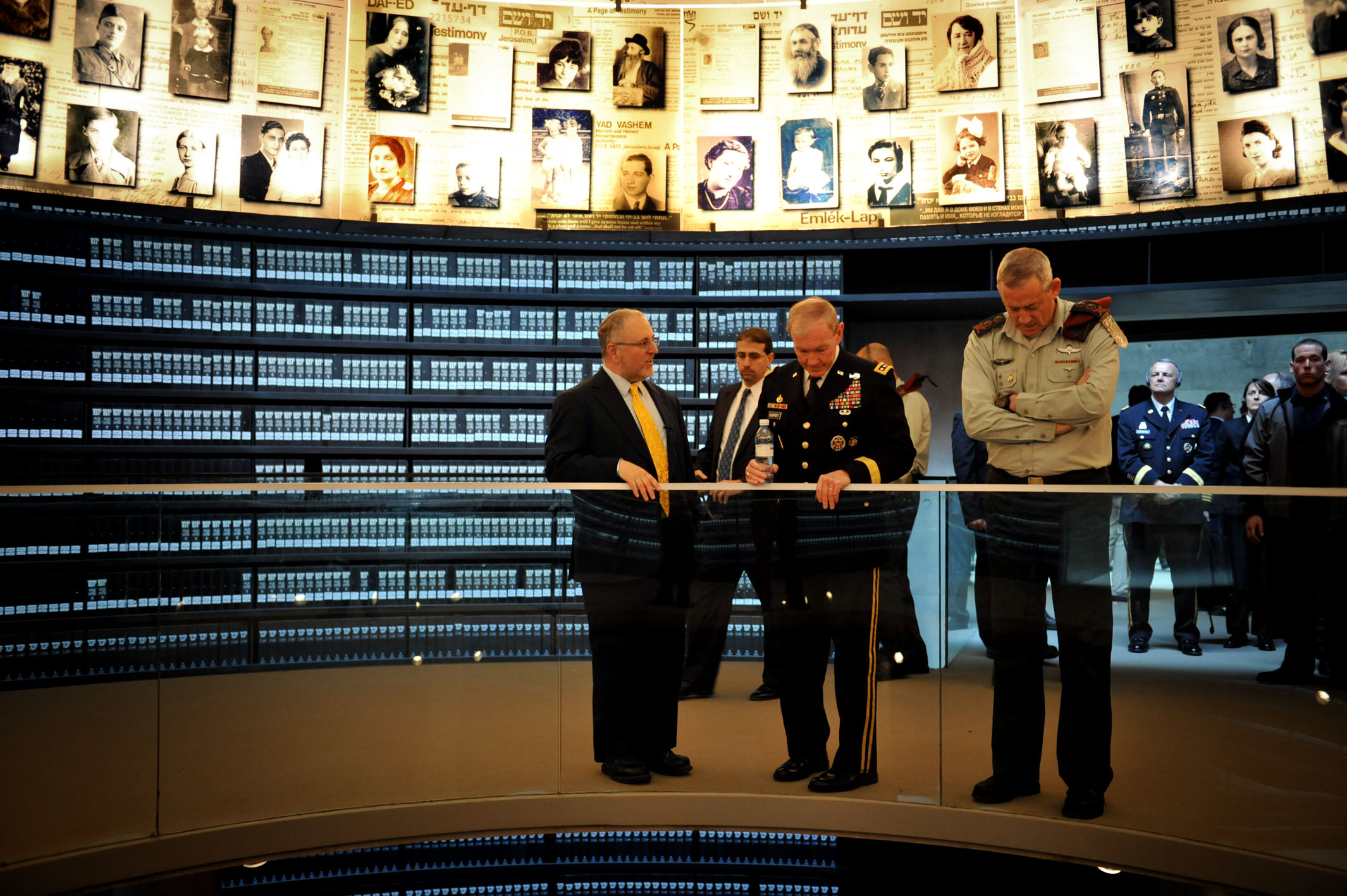
Der US-amerikanische Generalstabschef Martin E. Dempsey bei einer Besichtigung.

Die Halle der Namen in Yad Vashem ist der Aufbewahrungsort der Namen von Opfern des Holocaust. Yad Vashem sammelt für die jüdischen Opfer des Holocaust Gedenkblätter, die von Überlebenden, Familienmitgliedern oder Freunden und Bekannten eingereicht werden und die Namen der Opfer dokumentieren. Abgesehen vom Sammeln der Gedenkblätter wurden Namen aus Listen von Deportationen, Konzentrations- und Vernichtungslagern und Ghetto-Akten hinzugefügt und sind in der zentralen Datenbank einsehbar.

## Geschichte
1968 wurde in Yad Vashem ein „Raum der Namen“ eröffnet, in dem die handgeschriebenen Gedenkblätter aufbewahrt wurden und der in den 1970er Jahren von der Halle der Namen abgelöst wurde. In den 1980er Jahren übertrug Yad Vashem beinahe 1,1 Millionen Gedenkblätter auf Mikrofilm.
1999 begann Yad Vashem ein großes Projekt zur Computerisierung von mehr als 1,1 Millionen Gedenkblättern. Seit 2004 ist die Zentrale Datenbank der Namen der Holocaustopfer auf der Yad Vashem Website einzusehen.
Bis heute wurden viereinhalb der sechs Millionen Juden, die von den Nationalsozialisten und ihren Helfershelfern ermordet wurden, hier namentlich erfasst.

## Aufbau
600 Fotografien von Opfern werden in der kegelförmigen Decke gezeigt und symbolisieren die 6 Millionen im Holocaust ermordeten Juden. Von hier gelangt man in das Computerzentrum, in dem man in der Zentralen Datenbank der Namen der Holocaustopfer suchen kann. Zusätzlich können hier auch neue Gedenkblätter und Registrierungsformulare für Holocaustüberlebende ausgefüllt werden.
Die Halle der Namen wurde von dem Architekten Moshe Safdie, der Museumsdesignerin Dorit Harel und Mitarbeitern der Halle der Namen gestaltet.